# Belgisch-japanische Beziehungen
Die Beziehungen zwischen Japan und Belgien entwickelten sich erst nach der von den imperialistischen Mächten erzwungenen Öffnung Japans langsam. Belgien hat erst ab 1830 seine Eigenstaatlichkeit errungen. Insofern vorher Kontakte bestanden, sind diese als Teil der japanisch-holländischen Beziehungen zu betrachten.

## Bis 1866
Als Teil der jesuitischen Missionierung gelangten im 16. Jahrhundert auch Priester aus dem Gebiet der spanischen Niederlande (bzw. der siebzehn Provinzen) nach Japan, so der Märtyrer Theodore Mantels (1560–1593) und der selige Ludovicus Frarijn (1623–88, = Luis Flores). Während der Abschließung des Landes ab 1639 (sakoku) gelangten „Belgier“ bezw. deren Produkte über die Aktivitäten der Ostindischen Kompanie (VOC) nach Dejima im Hafen von Nagasaki. Flämische Wandteppiche dieser Zeit werden noch heute alljährlich beim Gion-Matsuri in Kyoto gezeigt.
Belgische Handelshäuser begannen bald nach der Unabhängigkeit nach Übersee zu expandieren. 1845 wurde die Öffnung einiger Häfen in China erreicht. Etienne Mouttet war 1847 der erste, der mit seinem Vorschlag, eine militärische Expedition nach Japan zu entsenden, die belgische Regierung auf das Potential von Beziehungen mit Japan aufmerksam machte.
Eine Mission des Daimyō von Satsuma bereiste 1865 Europa. Auf Vermittlung des Grafen Montblanc (1833–94) besuchten sie Belgien und erwarben Kanonen und Munition von der Fonderie Royale in Lüttich.
Seit 1858 waren Handelsverträge zwischen Japan und westlichen imperialistischen Mächten erzwungen worden, die sogenannten Ansei-Verträge. 1854 und 1858 scheiterten Versuche der belgischen Konsuln in Kanton bezw. Singapur Verträge ähnlich dem von Kanazawa auszuhandeln. Die japanischen Missionen nach Europa, unter 1862 Takeshita Yasutoku, unter 1864 Ikeda Nagaoki (Shimotsuke-no-kami; † 1864/7/18) und 1864 die Shibata-Mission besuchten Belgien nicht. Ikeda hatte jedoch Kontakt mit Charles de Montblanc.
Belgien war dann 1866 die neunte Nation, die mit dem Bakufu ein derartiges Abkommen abschloss (1. Aug.), wobei ihr von den Niederlanden diplomatische Unterstützung gewährt worden war. Erreicht wurde außer dem Meistbegünstigungsprinzip-Status, ein Zolltarif von 5 % und Zugang zu den Häfen von Hakodate, Nagasaki und Yokohama. Besonders Kronprinz Leopold, der später in seinem „Privatbesitz“ Kongo das wohl grausamste Kolonialregime errichtete, war ein Verfechter der Expansion nach Osten. Die diplomatische Repräsentation übernahm nach der Ratifikation des Vertrags der Generalkonsul in China, Baron Auguste t'Kint de Roodenbeek, der dann von 1873 bis 1884, bis zu seinem Tode in Yokohama, auch der erste Gesandte wurde.

## 1866–1918
An der Pariser Weltausstellung 1867 nahm das Königreich Ryūkyū offiziell als eigenes Land teil; Tatsächlich wurde hier der Daimyō von Satsuma repräsentiert, der nominell Suzerän über Ryūkyū war. Als erster wirklicher offizieller Repräsentant des Bakufu besuchte der 15-jährige Tokugawa Akitake, ein jüngerer Bruder des Shoguns Tokugawa Yoshinobu, mit einer Delegation vom 24. September bis 9. Oktober 1867 Belgien.

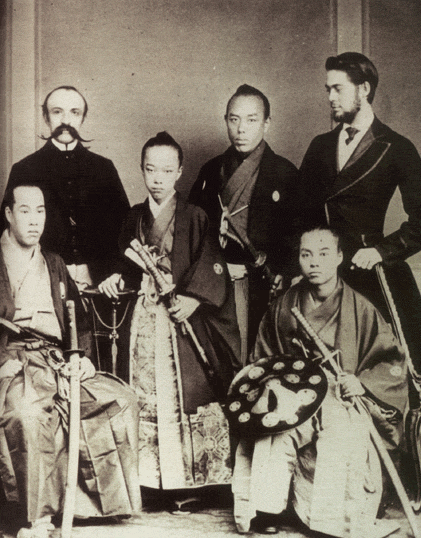
Die Delegation des Tokugawa Akitake bei ihrem Besuch in Belgien

Bald nach der Meiji-Restauration wurden japanische Studenten auch nach Belgien gesandt. Deren Zahl blieb jedoch gering (19 bis 1895). In den späten 1860er Jahren wurde Belgien durch den niederländischen Minister-Resident Dirk de Graeff van Polsbroek vertreten, der auch bilaterale Handelsverträge mit Japan abschließen konnte. Die Iwakura-Mission, der auch Kume Kunitake (久米 邦武) angehörte, besuchte Belgien von 17.–24. Februar 1873. Im Regierungsauftrag untersuchten 1873 Yamazaki Naotane und Katō Susumu Aspekte des Rechts- und Finanzwesen Belgiens. Im Gegenzug hielten sich 1876–86 zwischen 10 und 16 Belgier, meist Angestellte von Handelshäusern, in Japan auf. Diese Zahl stieg bis 1889 auf 26, darunter drei Frauen und fünf Kinder. Lange Zeit wurde Belgien vom Baron Albert d'Anethan repräsentiert, nämlich 17 Jahre (1893–1910). Japan eröffnete seine erste eigenständige Gesandtschaft in Brüssel im Dezember 1898.
In der Meiji-Zeit importierte Japan aus Belgien meist metallische und chemische Roh- und Fertigprodukte, Druckpapiere und – am wichtigsten – Flachglas, Belgien Porzellane und „Curios“. Später kamen dann noch habutae (eine Art Seide) und Walöl dazu. Die Handelsbilanz war für Belgien bis zum Russisch-Japanischen Krieg stark positiv, danach bis 1940 immer noch vorteilhaft. Der Anteil des Handels am japanischen Gesamtvolumen erreichte jedoch niemals 3 %, meist lag er unter 1 %.
Bedeutend wichtiger als die wirtschaftlichen Beziehungen zum Ende des 19. Jhdts. waren die Einflüsse im kulturellen Bereich. Auf die Entwicklung der späteren Art Nouveau hatte der Japonisme besonders nach der Ausstellung japanischer Kunst im Februar 1889 in Brüssel großen Einfluss. Das Organ war die Zeitschrift Le Japon Artistique herausgegeben von S. Bing. Zu den wichtigen belgischen Vertretern gehörten die Schriftsteller Max Elskamp und Jules Destrée. Maler dieser Stilrichtung waren u. a. Alfred Stevens und Theodore Hannon. Zum bedeutendsten Kunstsammler entwickelte sich der Medizinprofessor Hans de Winiwarter (1875–1949).

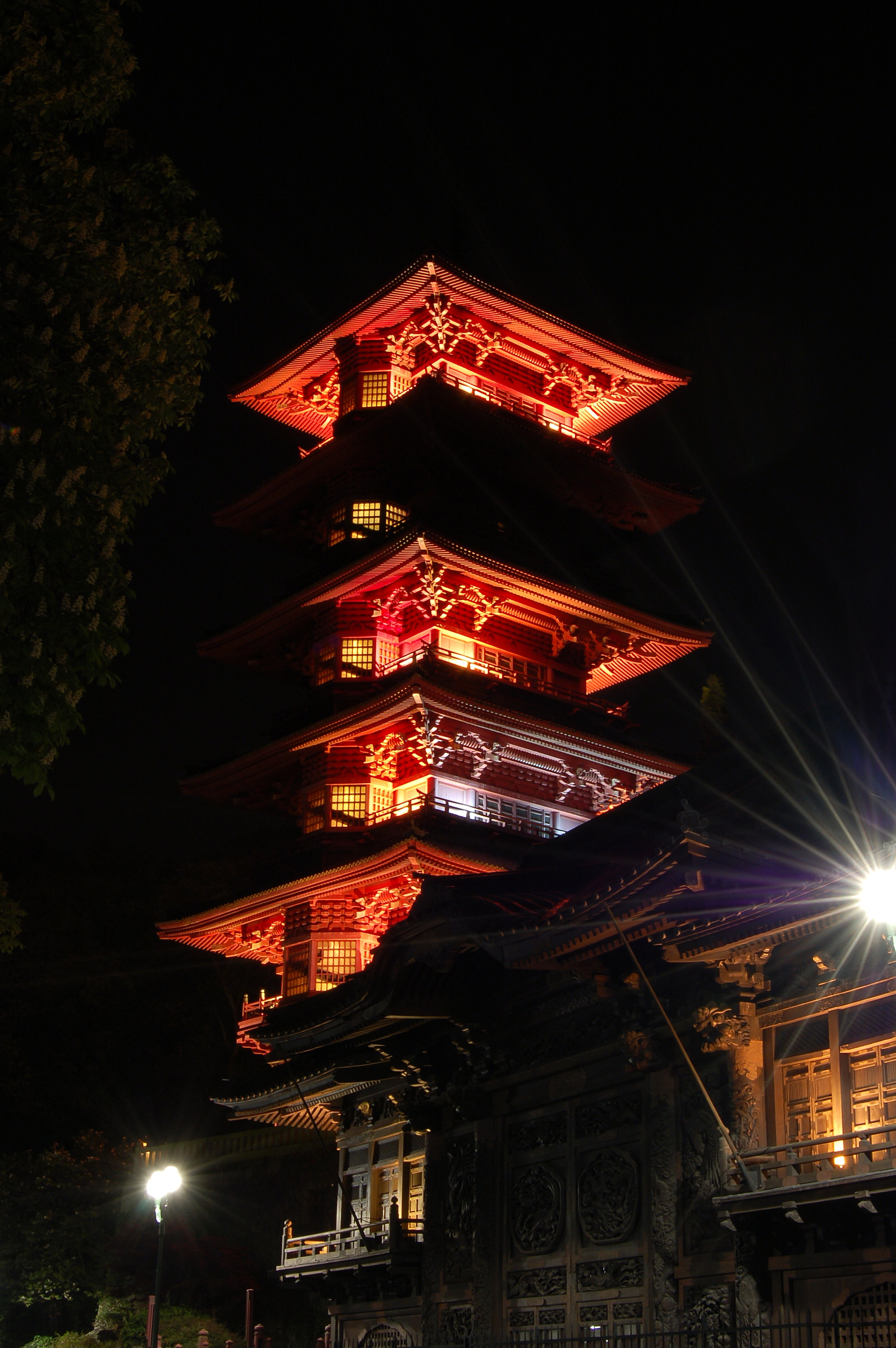
Der „japanische Turm“ nachts

Auf dem Bildungssektor waren an der Hitotsubashi Gaigo (gegr. 1875), belgische Lehrpläne und -methoden eingeführt von den Edouard-Joseph Blockhuys (1862–1931), Arthur Maréchal und J. J. M. van Stappen (1852–1915) vorherrschend. Neben dem Schloss Laken wurde der ursprünglich auf der Weltausstellung 1900 gezeigte „Japanische Turm“ aufgebaut.
Nachdem es der Iwakura-Mission 1871 bis 1873 nicht gelungen war, eine Aufhebung der ungleichen Verträge zu erreichen, erreichte die japanische Diplomatie einen Verzicht der Vorrechte von den wichtigsten Mächten 1894, jedoch scheiterten 1896 die Verhandlungen über eine Vertragsrevision mit Belgien, weil keine Einigung über den Zoll für Flachglas erzielt werden konnte. Erst in einem vorläufigen Abkommen am 8. Juli 1911 verzichtete auch Belgien auf seine Privilegien. Kriegsbedingt wurde dieser Vertrag immer wieder verlängert, bis er im Juni 1924 durch einen Handelsvertrag mit Meistbegünstigungsklausel ersetzt wurde.
Im Ersten Weltkrieg waren Japan und Belgien Kriegsverbündete gegen Deutschland. Die Unterstützung Japans für Belgien blieb auf das Feld der Propaganda beschränkt, dadurch wurde in Japan neues Interesse an der kleinen Nation geweckt.

## 1918–1941
Die Gelegenheit des Besuchs des Kronprinzen Hirohito in Brüssel im Juni 1921 wurde auf diplomatischer Ebene dazu genutzt, die bisherigen Legationen im Status zu Botschaften aufzuwerten. Japan wurde seit 1915 von Adachi Mineichirō (bis 1928) vertreten. Eine belgische Industriellenkommission (Mission Industrielle Belge au Japon) besuchte Japan 1923. Der pro-japanische Botschafter Albert Bassompierre vertrat Belgien 18 Jahre lang bis Oktober 1936. Die Société Belgo-Japonaise unter Baron Constant Goffinet organisierte eine Sammlung, die über 2,6 Mio. Francs Spendengelder für die Opfer des Kantō Erdbebens erbrachte. Der Dichter Kaneko Mitsuharu und der Maler Kojima Torajirō hielten sich in der Zwischenkriegszeit in Belgien auf.
Seit 1930 nahm der Handel zwischen beiden Ländern einen starken Aufschwung, wobei sich die für Belgien günstige Handelsbilanz kaum veränderte. Belgische Kapitalisten zeigten großes Interesse an der Ausbeutung Mandschukuos, hinsichtlich dessen die belgische Regierung eine Appeasement-Politik betrieb. Ein lange geplanter Besuch im Rahmen der Asienreise des Kronprinzen Leopold wurde aufgrund der herrschenden politischen Situation in Japan 1932 abgesagt.
Japan hat 1940 die belgische Exilregierung in London anerkannt. Nach dem Ausbruch des pazifischen Krieges stellte sich diese am 10. Dezember 1941 auf die Seite der USA und beschloss den Abbruch der diplomatischen Beziehungen, der am 19. vollzogen wurde. Am selben Tag wurde in London beschlossen, Japan den Krieg zu erklären. Diese Erklärung wurde am 27. Januar 1942 in Tokio übergeben. Das Belgische Botschaftsgebäude in Tokyo wurde im August 1942 durch amerikanische Bombenangriffe vollkommen zerstört, die japanische Regierung bezahlte hierfür 1955 78 Mio. ¥ Schadensersatz. Das Ferienhaus am Chūzenji-See blieb unbeschädigt.

## Seit 1945
Nach der Kapitulation wurde der frühere Konsul in Yokohama beim Supreme Commander for the Allied Powers (SCAP) der Baron Guy Daufresne de la Chevalerie, als belgischer Generalrepräsentant bis 1952 akkreditiert.

### Wirtschaft
Erste Wirtschaftsbeziehungen sollten auf Basis des Beltrade Memorandums vom 8. Mai 1947 wiederhergestellt werden, das durch SCAP kontrollierten Handel über das Bōekichō vorsah. Bis jedoch alle bürokratischen Modalitäten geklärt waren, wurde ab 1. April 1948 privater Handel wieder gestattet. Ein erstes Handelsabkommen wurde am 9. Juli 1949 unterzeichnet und am 29. August 1950 durch ein zweites abgelöst, das auch wieder Besuche japanischer Schiffe in belgischen Häfen erlaubte. Als Handelswährung war der Dollar vorgesehen, der bald nach dem Abschluss des Friedensvertrags von San Francisco durch den belgischen Franc abgelöst wurde. Nach dem Beitritt Japans zu GATT (1955) und UNO (1956) wurden die Beziehungen immer mehr im internationalen Rahmen, auch BLEU, geregelt. Die belgische Nachkriegshandelsbilanz ist durchgehend negativ. Die war auch der Hauptgrund, ab 1960 japanische Importe wieder genehmigungspflichtig zu machen. Im Rahmen eines Staatsbesuch von Kronprinz Albert wurde im Mai 1962 begonnen, für die japanische Seite die Meistbegünstigung wieder auszuhandeln, die nach weiteren Verhandlungen am 21. Oktober 1964 in Kraft trat und eine Steigerung der Exporte in die Benelux-Länder um ca. 70 % bis 1968 bewirkte. Hauptexportgüter waren aus Belgien geschliffene Diamanten, die ab ca. 1990 im Volumen von chemischen Produkten überholt wurden, aus Japan Autos. Honda hatte bereits 1962, als erste japanische Firma in Europa überhaupt, ein Motorradwerk in Aalst eingerichtet. Die Firma Baeckert produzierte in Utsonumiya seit 1968 Stahldrähte für Reifen. Ab 1989 begannen immer mehr japanische Firmen ihre europäischen Distributionszentren in Belgien einzurichten. Im Jahr 2004 standen belgischen Exporten von ca. 180 Mrd. Yen, japanische in Höhe von etwa 665 Mrd. gegenüber.
Verstärkt beginnend nach 1980, werden heutzutage die Wirtschaftsfragen im Rahmen der EU geregelt, an deren Sitz Brüssel japanische Firmen bevorzugt ihren Verwaltungssitz aufbauen um ggf. Lobbymaßnahmen durchführen zu können. Einzelnationale Abkommen bestehen noch in Form von Sozialversicherungs- und Besteuerungsabkommen.

### Politik und Kultur
Der politische und kulturelle Austausch hinkte der rapiden wirtschaftlichen Entwicklung hinterher. Zunächst kam es zur wechselseitigen Beteiligung an Weltausstellungen (Brüssel 1958 bekannt durch das Atomium, Osaka 1970). Im Jahre 1969 wurde unter der Schirmherrschaft seiner kaiserlichen Hoheit Prinz Mikasa die Association Belgo-Japonaise ins Leben gerufen. Während seiner ersten Europareise nach dem Krieg, 1971, besuchte das kaiserliche Ehepaar mehrere Tage Belgien, ein Gegenbesuch des Königs Baudouin fand 1985 statt. Er nahm auch an der Beerdigungsfeier des Shōwa-Tennō im Januar 1989 und im folgenden Jahr an der Inthronisation des jetzigen Tennō teil. Der politische Austausch blieb ansonsten meist auf Wirtschaftsfragen beschränkt.
Flämische Kultur wird durch das von Robert Vliegen 1965 begründete Osaka Palestrina Institut, das heute „flämisches Kulturinstitut“ heißt, bekannt gemacht. 1974 wurde eine japanische Schule in Brüssel eröffnet, die vom Nihonjinkai getragen wird. Seit 1991 besteht auch eine Gesellschaft ehemaliger japanischer Studenten in Belgien mit einigen hundert Mitgliedern. Die letzten zehn Jahre blieb die Zahl der in Belgien lebenden Japaner mit rund 6000 konstant. Das erste Fußballländerspiel in einem Turnier fand während der Weltmeisterschaft 2002 im Stadion von Saitama statt. In der Antarktis, wo beide Länder seit 1958 verschiedene Forschungsstationen errichtet hatten, kam es besonders während der JARE-Expeditionen ab 1986 zu enger Zusammenarbeit.
In Löwen hat an der Katholischen Universität das Studium orientalischer Sprachen eine lange Tradition, japanische Studien wurden jedoch erst 1928 eingeführt, als von Baron Satsuma Jihei ein Lehrstuhl gesponsert wurde, dessen erster Inhaber bis 1956 Pierre Charles S.J. (* 1883) wurde. Nach 1963 wurde das Studienprogramm unter dem Buddhologen Hubert Durt, der später als ein Herausgeber des Hōbōgirin fungierte, und A. van Clampenhout (bis 1978) ausgeweitet. Zwar wurde der Satsuma-Lehrstuhl schon 1955 in zwei Professuren aufgeteilt, als vollkommen eigenständiges Studienfach besteht die Japanologie, mit heute 10 Mitarbeitern, erst seit 1986. Verschiedene andere Universitäten und Institute hatte die japanische Sprache zeitweise als Studienfach. Besonders aktiv waren die Missionare der (CICM) nach 1950.